# Fudbalski klub Metalac Gornji Milanovac
Il FK Metalac Gornji Milanovac (serbo  ФK Meтaлaц Гopњи Mилaнoвaц) è una società calcistica serba con sede nella città di Gornji Milanovac. Nella stagione 2024-2025 milita nella Srpska liga Zapad, la terza serie del calcio serbo.
Lo Stadion Metalac ha una capacità di 4.600 spettatori.

## Palmarès

### Competizioni nazionali
- Srpska Liga: 1

2006-2007 (girone ovest)

### Altri piazzamenti
- Prva Liga Srbija:

Terzo posto: 2013-2014, 2014-2015, 2017-2018, 2019-2020
Promozione: 2008-2009
- Srpska Liga:

Secondo posto: 1999-2000 (girone Moravia), 2005-2006 (girone ovest)

## Organico

### Rosa 2011-2012
| N. |                               | Ruolo | Calciatore            |
| -- | ----------------------------- | ----- | --------------------- |
| 1  | Serbia (bandiera)             | P     | Živko Živković        |
| 2  | Serbia (bandiera)             | D     | Boško Dopuđ           |
| 3  | Macedonia del Nord (bandiera) | D     | Nikola Karčev         |
| 4  | Serbia (bandiera)             | C     | Nikola Lukić          |
| 5  | Serbia (bandiera)             | D     | Dejan Stamenković     |
| 6  | Serbia (bandiera)             | C     | Bojan Gojak           |
| 7  | Serbia (bandiera)             | A     | Nebojša Stojanović    |
| 8  | Serbia (bandiera)             | C     | Milan Svojić          |
| 9  | Serbia (bandiera)             | A     | Darko Isidorović      |
| 10 | Serbia (bandiera)             | C     | Ivan Petrović         |
| 11 | Serbia (bandiera)             | C     | Srđan Simović         |
| 12 | Serbia (bandiera)             | P     | Filip Kljajić         |
| 13 | Serbia (bandiera)             | D     | Zoran Antić           |
| 14 | Ciad (bandiera)               | A     | Misdongarde Betolngar |
| 15 | Ghana (bandiera)              | A     | Owusu-Ansah Kontor    |

| N. |                               | Ruolo | Calciatore        |
| -- | ----------------------------- | ----- | ----------------- |
| 17 | Ghana (bandiera)              | C     | Kwame Boateng     |
| 18 | Serbia (bandiera)             | C     | Đorđe Ružičić     |
| 20 | Serbia (bandiera)             | C     | Vladimir Krnjinac |
| 21 | Serbia (bandiera)             | A     | Bojan Živković    |
| 22 | Serbia (bandiera)             | D     | Marko Mitrušić    |
| 23 | Serbia (bandiera)             | A     | Nemanja Đorić     |
| 24 | Macedonia del Nord (bandiera) | C     | Gjorgji Mojsov    |
| 25 | Serbia (bandiera)             | D     | Stefan Mitrović   |
| 30 | Serbia (bandiera)             | C     | Nikola Ćirković   |
| 31 | Serbia (bandiera)             | C     | Darko Pavlović    |
| ?  | Serbia (bandiera)             | C     | Svetislav Milić   |
| ?  | Serbia (bandiera)             | D     | Nenad Stjepić     |
| ?  | Serbia (bandiera)             | C     | Aleksandar Naglić |
| ?  | Serbia (bandiera)             | P     | Saša Mišić        |